# Aného
Aného, également appelé Petit-Popo, est une ville du Togo, et est à deux reprises la capitale du Togo (de 1886 à 1897 puis de 1914 à 1919).
Sur le plan administratif et depuis une réforme de décentralisation (2019), elle est le chef-lieu d'une nouvelle collectivité territoriale plus large dont le ressort géographique est composé de sa zone initiale et de celle de Glidji : la commune de lacs.
Également chef-lieu de la Préfecture des Lacs (au sein de la région maritime), Aneho est dans le sud-est du Togo, sur la façade atlantique, et à 45 km par route de Lomé la capitale. Sa banlieue Sanvee-Condji qui jouxte l'autre poste frontalier de Hillacondji (poste frontalier du Bénin), est le point douanier (côté Togo).

## Histoire

### Origine
Le lieu est à l'origine un marché aux esclaves portugais appelé Petit-Popo.

### Colonisation allemande
Entre 1886 et 1897, Aného est la deuxième capitale du Togo après son déménagement de Sebe. 
La ville a à sa tete deux rois, c'est-à-dire deux chefs traditionnels reconnus par les autorités togolaises. Une chefferie exceptionnelle marquée d'un coté par l'histoire fondatrice de la ville elle meme (créée par les Mina ou Fanti venus du Ghana) et de l'autre de l'histoire coloniale du pays surtout l'époque ou l'Etat du Togo a été sous tutelle française.
Les deux rois sont toujours issus de deux clans. Le clan des adjigo et alliés qui sont les Minas (regroupés de plusieurs familles) d'un coté et le clan des Lawson de l'autre.
Le clan des adjigo et alliés installent leur roi à chaque fois que besoin se fait sentir (selon les coutumes), de meme que le clan Lawson (selon les coutumes).
Précisons que le Roi de Glidji est le Roi de tout le peuple guin du Togo et n'est donc pas le Roi de la ville d'Aného. 
La communauté adjigo et alliés, fondatrice de la ville d'Aného, forte d'un patrimoine culturel important a pour Roi actuel Nana Anè OHINIKO QUAM DESSOU XV. Il règne depuis 2012 et mène beaucoup de programmes sociaux et éducatifs à travers sa fondation pour l'ensemble de la communauté d'Aného et de la préfecture des Lacs.
La communauté Gẽ d'Aného et ses dépendances (clans, grandes familles parentes et alliées) a pour dernier roi traditionnel (trône Lolan) Feu Togbé Ahuawoto Claude Laté Savado Zankli Lawson VIII (2002-2021)[source insuffisante]. L'actuel régent du trône (depuis 2021) est le prince Latévi Adondjegoun Body Lawson.

## Géographie
Aného est une ville côtière du sud-est du Togo, située dans la région maritime, à environ 50 kilomètres à l'est de Lomé, la capitale du pays. Elle s'étend entre l'océan Atlantique au sud et le lac Togo au nord, constituant un site unique marqué par son interaction entre la mer et les plans d'eau douce. Ce positionnement géographique a permis à Aného de jouer un rôle stratégique dans les échanges commerciaux historiques entre les peuples africains et les Européens, notamment pendant l'ère coloniale.

### Topographie
L’érosion côtière et lagunaire d’une vitesse de 5 à 10 m par an. Ces écosystèmes lagunaires riches soutiennent une biodiversité unique et sont essentiels pour l'économie locale.

### Climat
À Aného, la saison pluvieuse est couvert, la saison sèche est partiellement nuageux et le climat est très chaud et oppressant tout au long de l'année.
Cette configuration climatique contribue à la végétation luxuriante qui entoure la ville, bien que l'urbanisation croissante et les impacts du changement climatique posent des défis environnementaux.

## Patrimoine
La ville est inscrite sur la liste indicative au patrimoine mondial de l'organisation des nations unies pour l'éducation, les sciences et la culture (UNESCO) depuis le 12 décembre 2000.
Il existe un musée régional à Aného.

## Démographie
La ville compte 28237 habitants en 2022.

### Religions

#### Catholicisme
- Diocèse d'Aného
- Cathédrale Saint-Pierre-et-Saint-Paul
- Liste des évêques d'Aného

## Culture

### Événements
Culturellement, Aného est l'une des villes les plus prisées du Togo grâce à sa richesse culturelle. Le centre spirituel des Guins et des Minas accueille chaque année ses fils et filles des quatre coins de l'Afrique, mais aussi de l'Occident pour célébrer le nouvel an guin-mina appelé Epe Ekpe ( célébré , il ya plus de 3 siècles et demi). Ce nouvel an qui marque la nouvelle année en pays Guin-Mina est un moment de rituels et de cérémonies vaudou, de prières aux dieux, aux divinités, et aussi de partage de joies entre les communautés Guin-Mina. C'est un instant que les afro des caraibes et de l'Amérique latine viennent toujours vivre compte tenu du lien historique et culturel avec l'Afrique , mais aussi des rituels et des danses.
Plusieurs festivals se déroulent depuis le début des années 2010. Il ya le festival des divinités noires Acofin qui fait son retour après plusieurs années d'interruption ( 10ème édition en 2025). Il ya le festival international d'histoire d'Aného créé sous l'égide du Maire Alexis Aquereburu  qui fait venir des artistes de niveau international et local (des danseuses brésiliennes de la samba viennent aussi pour faire un carnaval). La foire Situ Expo vient elle aussi contribuer à la promotion de la richesse culturelle et créative du terroir. Miss Epe Ekpe qui se déroule chaque année à l'issue du nouvel an guin-mina exhibe la beauté naturelle ainsi que le savoir faire culinaire des jeunes filles Guin-Mina. 
Les 16 et 17 décembre 2019, la ville accueille le premier symposium régional sur l'intelligence artificielle,,. À cette occasion est symboliquement posée la première pierre de l'Agence francophone pour l'intelligence artificielle (AFRIA). 

#### Hôtels et restaurants
Plusieurs hôtels et restaurants sont créés chaque année afin de recevoir des touristes, se positionner comme ville touristique majeure et de créer l'emploi. Fast-foods , restaurants proposant des nourritures togolaises, africaines , européennes sont bien présents. Que vous voulez un restaurant au bord de la mer ou à l'intérieur, vous serez servi. Des grands hôtels proposant des suites et chambres luxueuses existent bels et bien dans la ville , au bord de la plage comme à l'intérieur de la ville. Dans ces hôtels , vous trouverez piscine, restaurant , place de fêtes , salle de conférence, connexion internet wifi H24 etc...
Plusieurs places de divertissement sont dans la ville , Rooftop, centre public de sport ( tennis, basket ), natation , bars , plage au sable fin jaune pour beach soccer, piste cyclable  etc... 

### Personnalités publiques liées à la ville
- Marie Madoé Sivomey, née à Aného, première femme maire de Lomé, de 1967 à 1974.
- José Symenouh, dirigeant d'entreprises et actuel président de la CCI du Togo ( mandat 2024 -2028)[26].
- Koffi DJONDO, ancien ministre et fondateur d'Asky et Ecobank[27].
- Gustave Akakpo, né à Aného en 1974, écrivain-auteur, illustrateur, comédien et conteur.
- Georges Apédoh-Amah, né à Aného en 1974, ministre des Affaires Etrangères du gouvernement Grunitzky II.
- Alexis Aquereburu, Avocat, Sénateur et Maire de la ville (mandat municipal 2019 - 2025)[28].